# Ruta Estatal de Arizona 177
La Ruta Estatal de Arizona 177, y abreviada SR 177 (en inglés: Arizona State Route 177) es una carretera estatal estadounidense ubicada en el estado de Arizona. La carretera inicia en el sur desde la SR 77     en Winkelman hacia el norte en la US 60     en Superior. La carretera tiene una longitud de 51 km (31.69 mi).

## Mantenimiento
Al igual que las autopistas interestatales, y las rutas federales y el resto de carreteras estatales, la Ruta Estatal de Arizona 177 es administrada y mantenida por el Departamento de Transporte de Arizona por sus siglas en inglés ADOT.